# Front für Demokratie und die Republik
Die Front für Demokratie und die Republik (franz. Front pour la démocratie et la république) ist eine politische Koalition in Mali. Sie besteht aus 14 oppositionellen Parteien und zwei Verbänden, darunter auch die Partei Rassemblement pour le Mali. Bei den Parlamentswahlen 2007 gewann sie 15 Sitze.